# Rachel Mayanja
Rachel N. Mayanja là một luật sư và nhà ngoại giao người Uganda. Bà được sinh ra ở miền Trung Uganda. Hiện tại bà là Cố vấn đặc biệt của Tổng thư ký Liên hợp quốc về các vấn đề giới tính và sự tiến bộ của phụ nữ. Bà được Tổng thư ký Liên Hợp Quốc Kofi Annan bổ nhiệm vào vị trí Trợ lý Tổng thư ký vào năm 2004.

## Giáo dục
Rachel Mayanja tốt nghiệp Cử nhân Luật tại Đại học Makerere. Bà cũng nhận được Chứng chỉ hành nghề luật sư từ Trung tâm đào tạo ngành Luật ở thành phố Kampala, thủ đô của Uganda. Bà tốt nghiệp Thạc sĩ Luật tại Đại học Harvard, thành phố Cambridge, bang Massachusetts, Hoa Kỳ.

## Kinh nghiệm làm việc
Mayanja gia nhập Liên Hợp Quốc ngay sau khi Hội nghị Phụ nữ Thế giới lần thứ nhất được tổ chức tại Thành phố Mêxico từ ngày 19 tháng 6 năm 1975 đến ngày 2 tháng 7 năm 1975. Đầu tiên bà làm việc trong Phòng Quyền bình đẳng cho Phụ nữ trong Trung tâm Phát triển Xã hội và Nhân đạo của Liên Hợp Quốc. Là Trợ lý đặc biệt cho Trợ lý Tổng thư ký Phát triển xã hội và Nhân đạo, bà là người tham gia tích cực vào việc xây dựng các chính sách và tham dự các hội nghị ở cấp phi chính phủ và liên chính phủ về các chủ đề liên quan đến giới, gia đình, người khuyết tật, thanh niên và người già.
Từ năm 1989 đến năm 1990, Mayanja phục vụ trong các nhiệm vụ gìn giữ hòa bình của Liên Hợp Quốc tại Namibia (UNTAG), nơi bà làm việc với cảnh sát dân sự Liên Hợp Quốc để giám sát các cuộc bầu cử dẫn đến độc lập. 
Từ năm 1992 đến năm 1994, bà phục vụ trong Phái bộ Liên Hợp Quốc tại Iraq/Kuwait (UNIKOM), nơi bà chịu trách nhiệm cung cấp hỗ trợ hành chính cho sứ mệnh quan sát viên. 
Từ năm 1995 đến 1999, Mayanja giữ các vị trí cấp cao khác nhau trong Văn phòng Quản lý Nhân sự, bao gồm Giám đốc, Hệ thống chung và Dịch vụ Chuyên gia, xử lý các chính sách về lương và quyền lợi, cũng như các vụ kiện và kỷ luật. 
Năm 1999, bà làm thư ký cho Lực lượng đặc nhiệm Tổng thư ký Liên hợp quốc về cải cách quản lý nguồn nhân lực.
Năm 2000, bà được Tổ chức Nông nghiệp và Thực phẩm (FAO) bổ nhiệm làm Giám đốc tại Phòng Quản lý Nhân sự. Bà đóng một vai trò quan trọng trong việc thực hiện cải cách quản lý nguồn nhân lực tại tổ chức này. Đây là nhiệm vụ cuối cùng của bà trước khi được bổ nhiệm vào vị trí hiện tại.